# Amtsbezirk Gehsen
Der Amtsbezirk Gehsen war ein preußischer Amtsbezirk im Kreis Johannisburg (Regierungsbezirk Gumbinnen, ab 1905 Regierungsbezirk Allenstein) in der Provinz Ostpreußen, der am 8. April 1874 gegründet wurde. Er bestand bis 1945.
Der Amtsbezirk mit Sitz in Gehsen umfasste folgende Orte:
| Name               | Geänderter Name 1938–1945 | Polnischer Name | Bemerkungen                  |
| ------------------ | ------------------------- | --------------- | ---------------------------- |
| Dlottowen          | Fischborn (Ostpr.)        | Dłutowo         |                              |
| Dziadowen          | (ab 1905): Königstal      | Dziadowo        |                              |
| Gehsen             |                           | Jeże            |                              |
| Groß Pasken        | Abbau Königstal           | Paski Wielkie   | nach Königstal eingegliedert |
| Lipniken           |                           | Lipniki         |                              |
| Rakowken           | Sernau                    | Rakówko         |                              |
| Turowen            | Turau                     | Turowo          |                              |
| vor 1931: Wollisko | Reihershorst              | Wolisko Wielkie |                              |

Am 1. Januar 1945 gehörten zum Amtsbezirk Gehsen die Dörfer Fischborn, Gehsen, Königstal, Lipniken, Reihershorst, Sernau und Turau.